# 100 % poker
100 % poker est une émission de télévision de poker diffusée sur M6 et W9 présentée par Karima Charni, Fabrice Soulier et la célèbre croupière de poker Caroline Bozzolo aux commandes.